# Metropolitní divize (NHL)
Metropolitní divize NHL je jedna ze dvou divizí ve Východní konferenci. 

## Mistři divize
| Ročník    | Vítězný tým                    |
| --------- | ------------------------------ |
| 2013/2014 | Pittsburgh Penguins (109 bodů) |
| 2014/2015 | New York Rangers (113 bodů)    |
| 2015/2016 | Washington Capitals (120 bodů) |
| 2016/2017 | Washington Capitals (118 bodů) |
| 2017/2018 | Washington Capitals (105 bodů) |
| 2018/2019 | Washington Capitals (104 bodů) |
| 2019/2020 | Washington Capitals (90 bodů)  |
| 2020/2021 | Pittsburgh Penguins (77 bodů)  |
| 2021/2022 | Carolina Hurricanes (116 bodů) |
| 2022/2023 | Carolina Hurricanes (113 bodů) |
| 2023/2024 | New York Rangers (114 bodů)    |
| 2024/2025 | Washington Capitals (111 bodů) |

## Počet titulů ve Metropolitní divizi
| Tým                   | Počet titulů | Roky                                                             |
| --------------------- | ------------ | ---------------------------------------------------------------- |
| Washington Capitals   | 6            | 2015/2016, 2016/2017, 2017/2018, 2018/2019, 2019/2020, 2024/2025 |
| Pittsburgh Penguins   | 2            | 2013/2014, 2020/2021                                             |
| Carolina Hurricanes   | 2            | 2021/2022, 2022/23                                               |
| New York Rangers      | 2            | 2014/2015, 2023/24                                               |
| Columbus Blue Jackets | 0            | Ne                                                               |
| New Jersey Devils     | 0            | Ne                                                               |
| New York Islanders    | 0            | Ne                                                               |
| Philadelphia Flyers   | 0            | Ne                                                               |
| Boston Bruins         | 0            | Ne                                                               |
| Buffalo Sabres        | 0            | Ne                                                               |